# Stallarholmen
Stallarholmen ve Švédsku je městskou částí obce Strängnäs v kraji Södermanland.
Stallarholmen leží u jezera Mälaren a nachází se jak na pevnině, tak na ostrově Selaön. Od poloviny 20. století zde stojí most, který spojuje pevninu s největším švédským jezerním ostrovem Selaön (94,72 km²). V této oblasti je registrováno přibližně 400 obchodních společností.

## Turistika
V bývalé továrně jsou obchůdky s kavárnou, aukční síní i Printz Bageri, což je populární pekárna vytápěná dřevem. V krásné přírodě jsou čtyři cyklostezky, každá v délce 20 až 30 kilometrů. Informační materiály bývají k dispozici na čerpací stanici ve Stallarholmen. Necelých šest kilometrů od Stallarholmen se nachází na břehu jezera Mälaren zámek Mälsåker. Je jedním z nejkrásnějších švédských barokních zámků na ostrově Selaön. Dále se v okolí nacházejí tři středověké kostely: Ytterselö (12. století), Överselö (raný středověk se zachovanými freskami z 15. století) a Toresund (12. století, byl postaven jako kaple Božího hrobu). Na ostrově jsou dvě známá pohřebiště, jedním z nich je pohřebiště Åsa.

## Vikingský festival
Každý rok, od roku 2003, se ve Stallarholmen koná vždy první víkend v červenci vikingský festival. Návštěvníci mají možnost vyzkoušet si či osvojit některé techniky, např. nålebinding, střelbu lukem či jiné.

## Galerie z festivalu

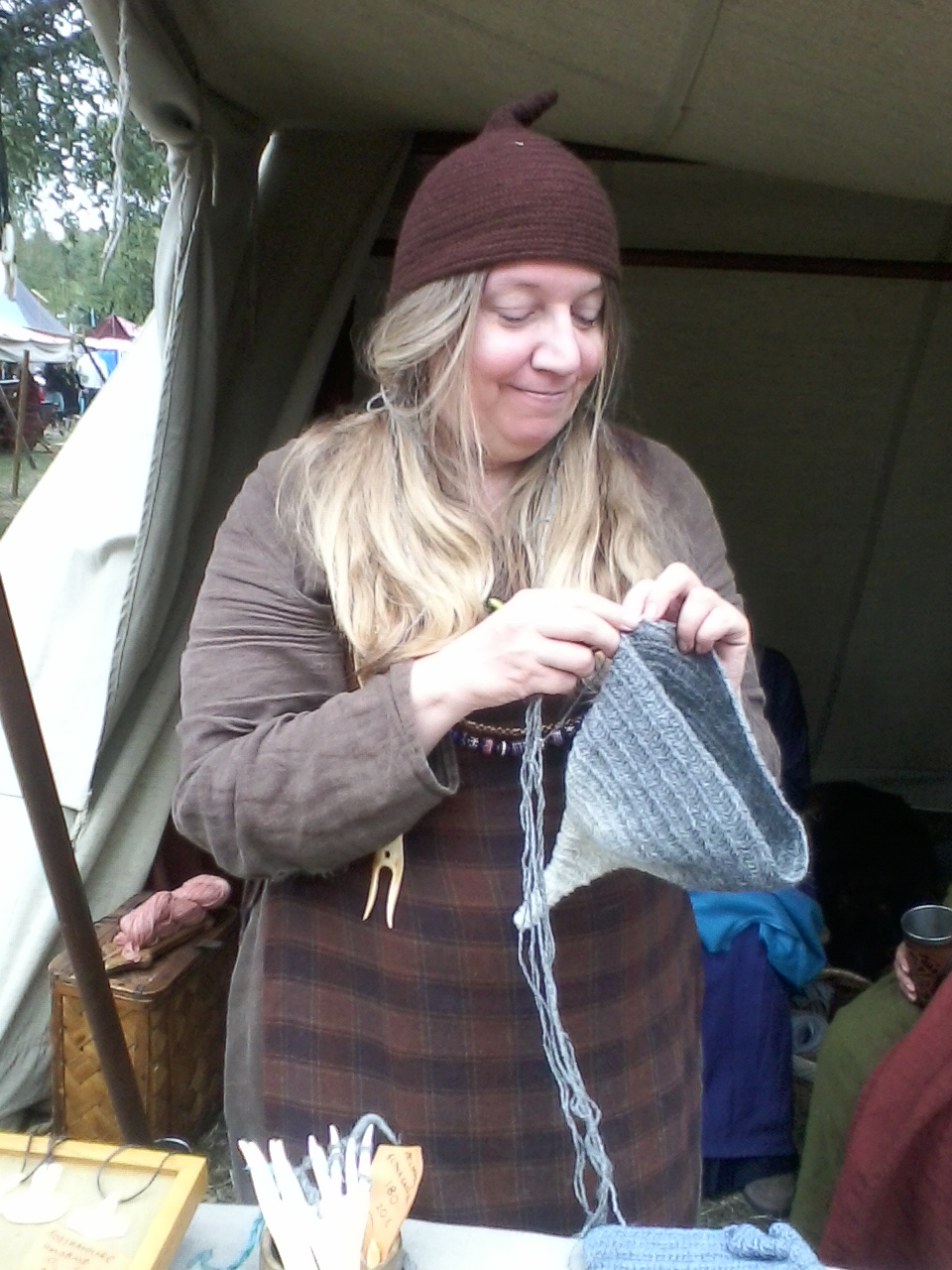
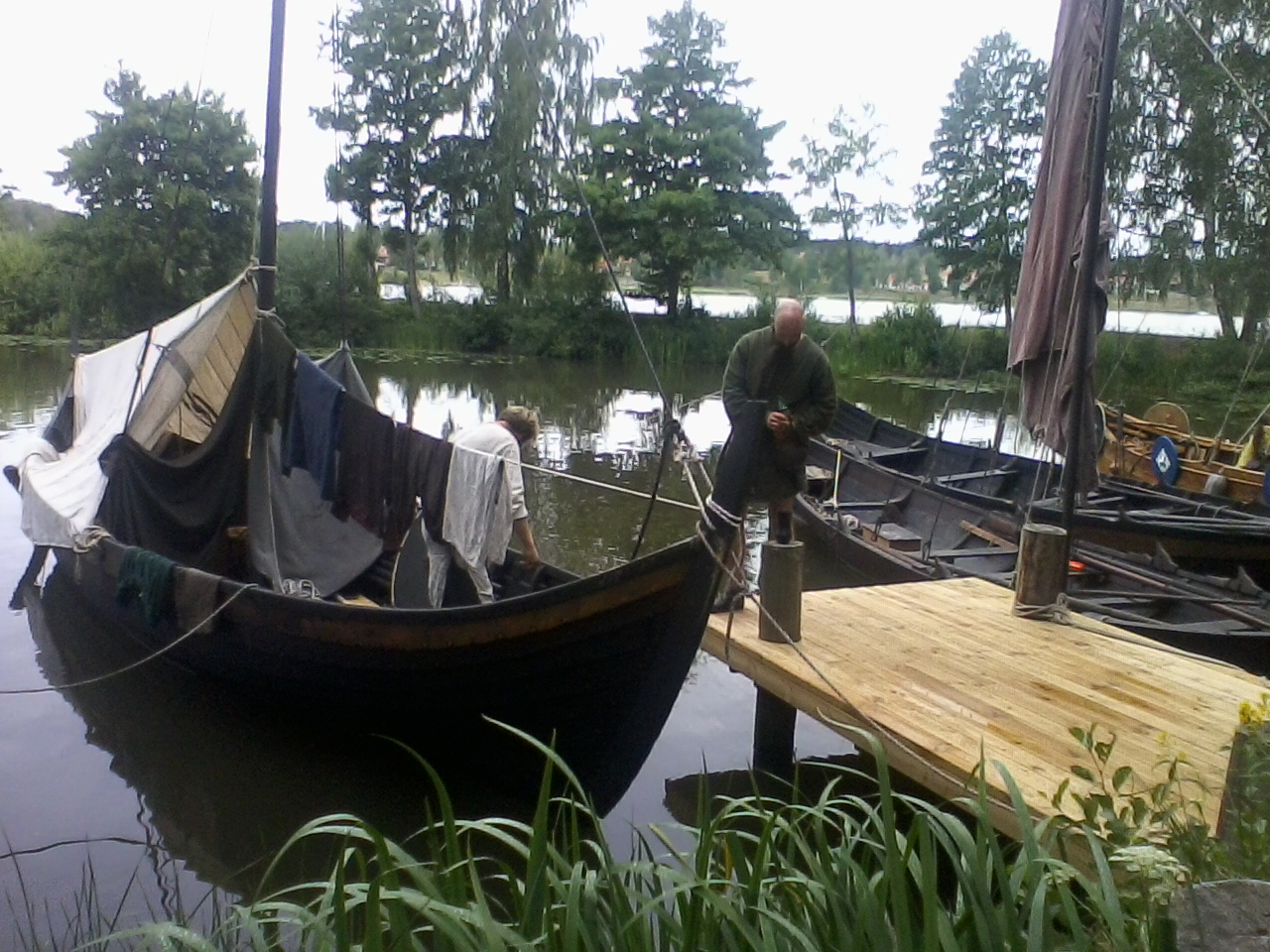
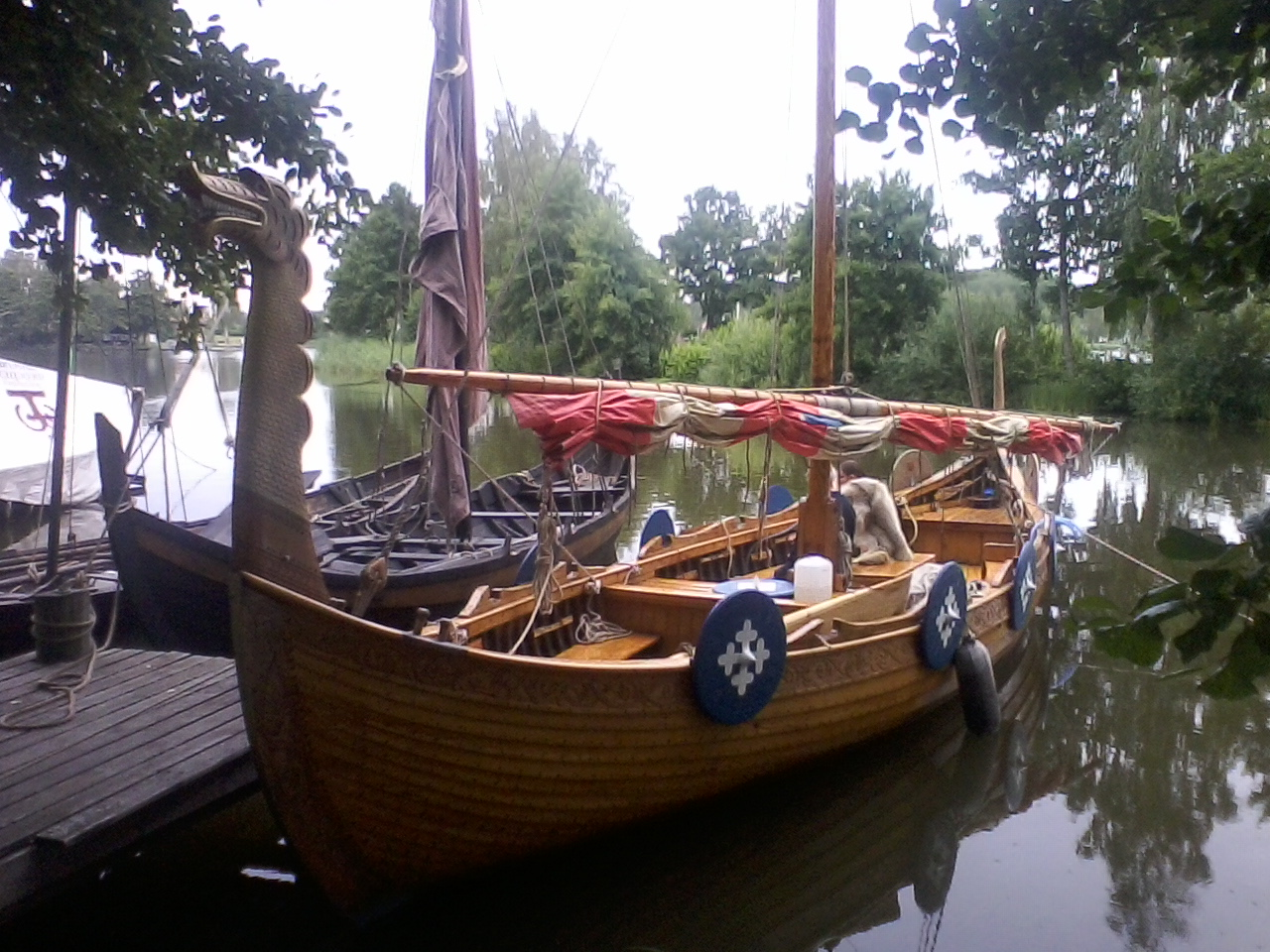
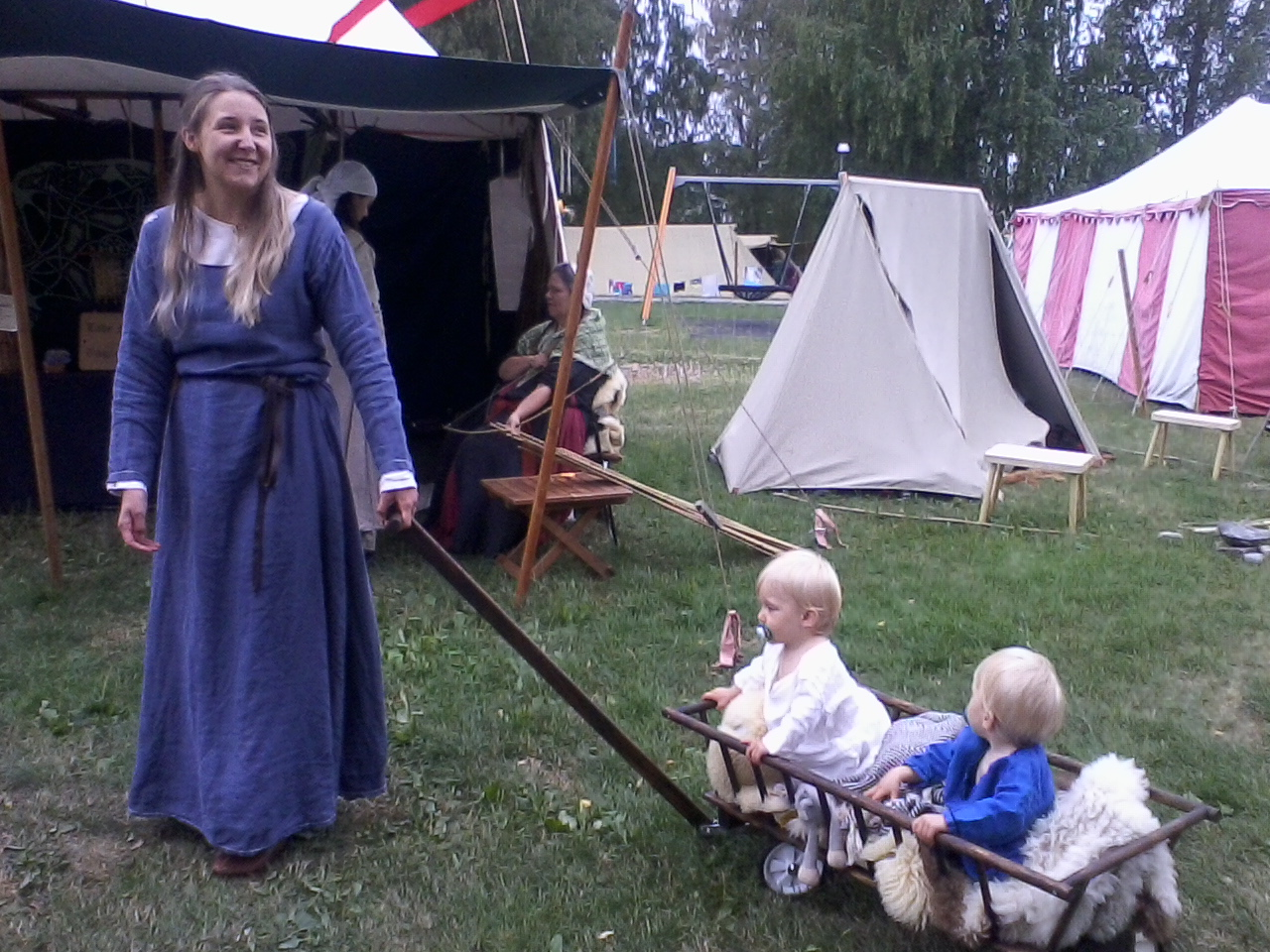
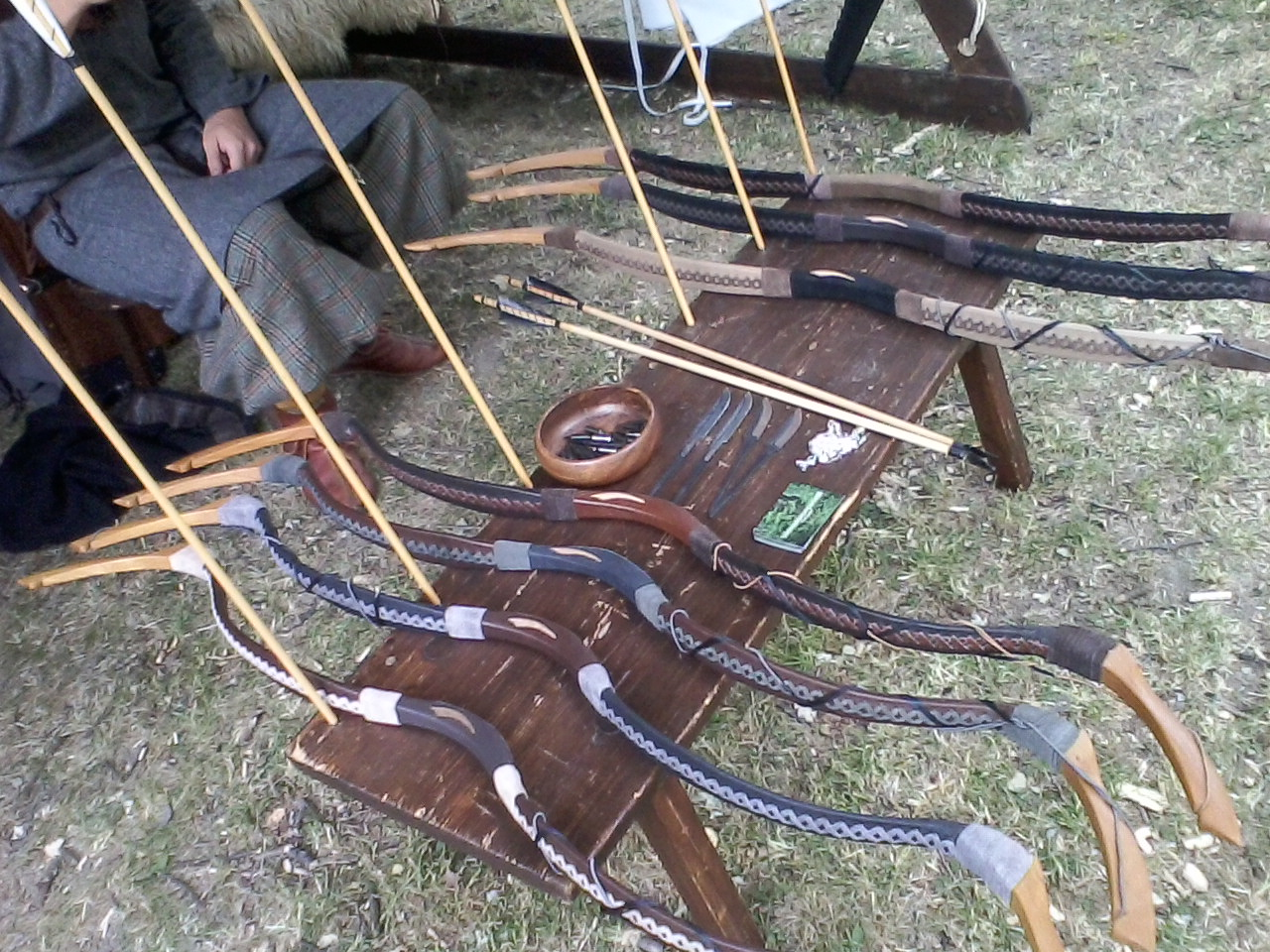
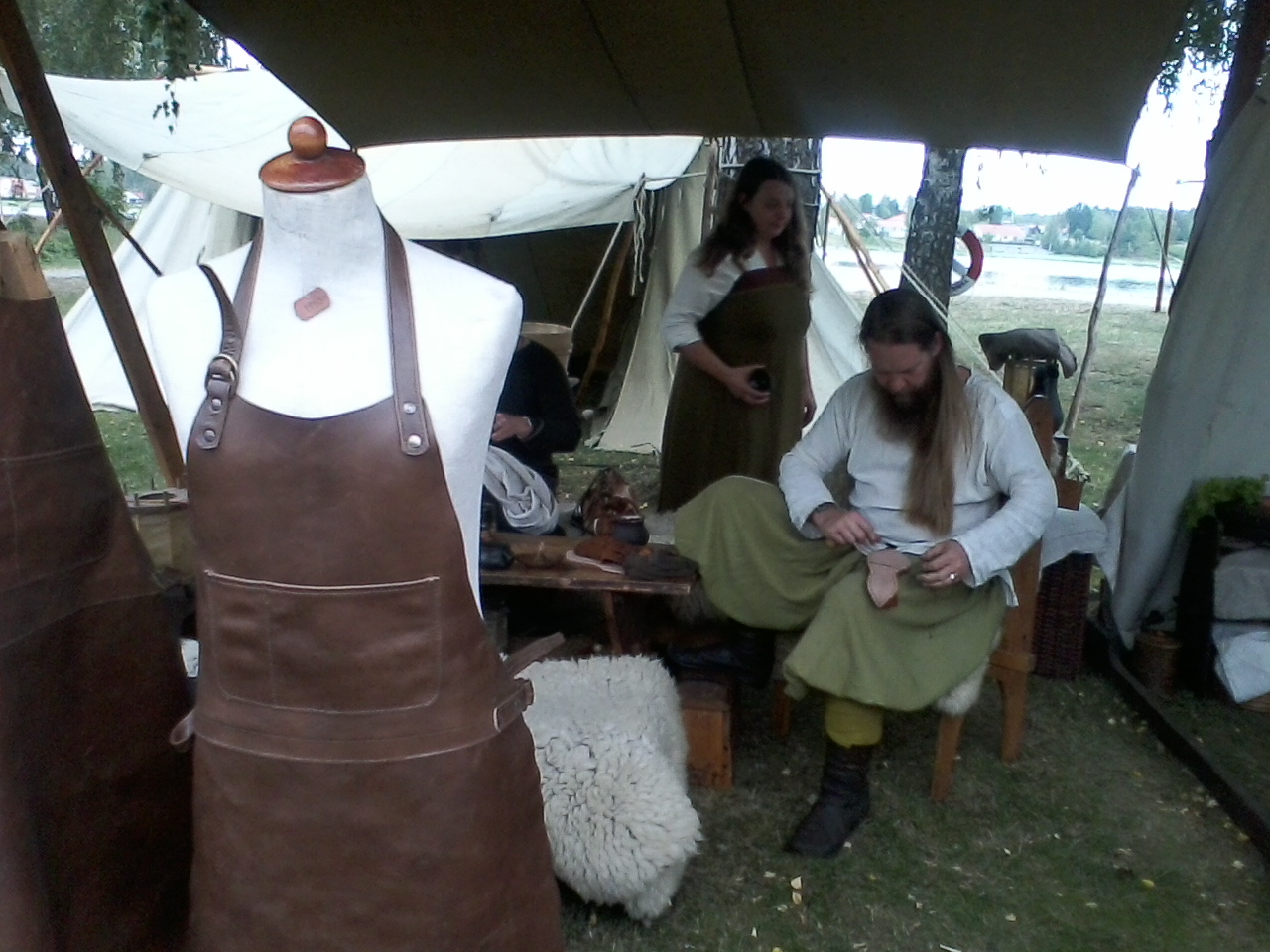
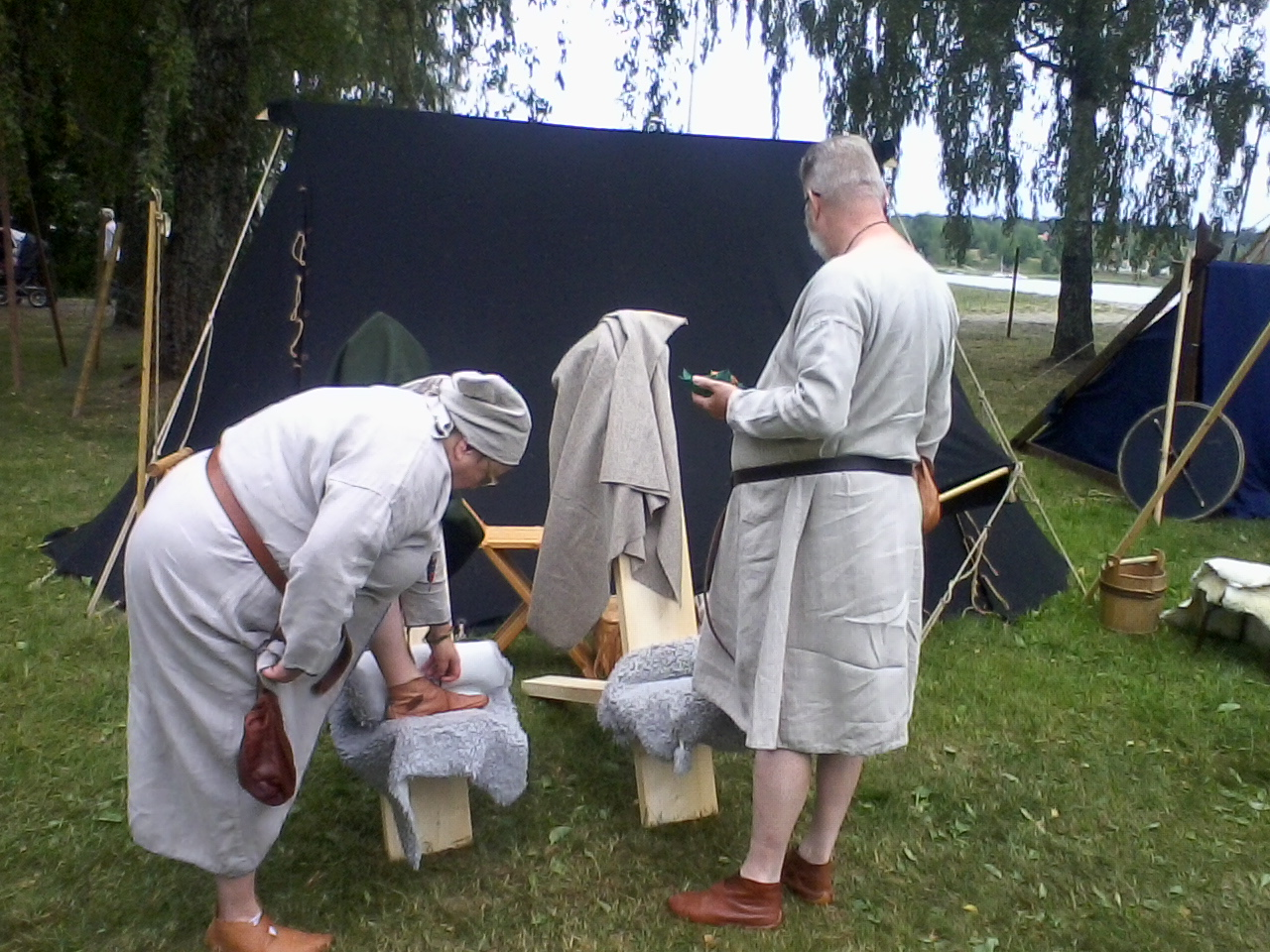